# Vanessa Chu
Pour les articles homonymes, voir Chu.
Vanessa Chu Man-Yee, (chinois : 朱玟懿), née le 29 septembre 1994 à Hong Kong, est une joueuse professionnelle de squash représentant Hong Kong. Elle atteint en juillet 2019 la 49e place mondiale sur le circuit international, son meilleur classement.

## Biographie
Elle participe aux championnats du monde 2018-2019 s'inclinant au premier tour face à Sarah-Jane Perry.

## Finales
- Championnats d'Asie par équipes : 2014